# Reencarnación

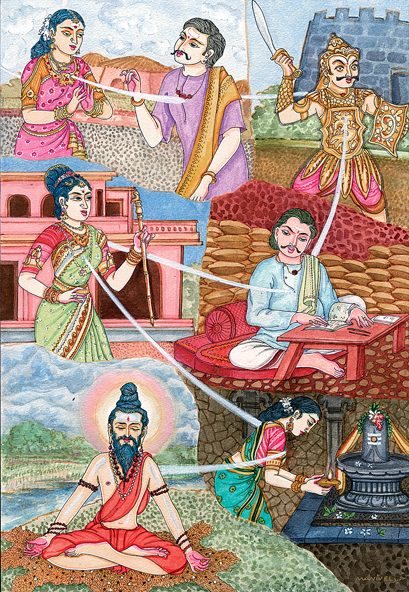
La reencarnación representada en el arte hinduista.

La reencarnación es la creencia consistente en que la esencia individual de las personas (alma o espíritu) empieza una nueva vida en un cuerpo o forma física diferente después de la muerte biológica. 
Esta creencia aglutina de manera popular diversos términos:
- metempsicosis, que viene del término griego meta (después, sucesivo) y psyche (espíritu, alma).
- transmigración (migrar a través).
- reencarnación (volver a encarnar).
- renacimiento (volver a nacer).

Todos estos términos aluden a la existencia de un alma o espíritu que viaja o aparece por distintos cuerpos, generalmente a fin de aprender en diversas vidas las lecciones que proporciona la existencia a través del tiempo, y/o en universos paralelos o diferentes realidades, en el que el alma se eligió reencarnar, hasta alcanzar una ascensión del estado de consciencia, mediante las experiencias vividas, que le permitirán continuar evolucionando como parte de un espíritu macro.
El mismo fenómeno pero sin la creencia en un alma o espíritu:
- metensomatosis: viene de meta (después, sucesivo) y soma (cuerpo).
- palingenesia o palingénesis: procede de palin (de nuevo) y genesis (nacer/principio).

La creencia en la reencarnación ha estado presente en la humanidad desde la antigüedad, en la mayoría de las religiones orientales, como el hinduismo, el budismo, el jainismo y el taoísmo, y también en algunas religiones africanas y tribales de América y Oceanía. En la historia de la humanidad, la creencia de que una persona fallecida volverá a vivir o aparecer con otro cuerpo (con una personalidad generalmente más evolucionada) ha sobrevivido incluso dentro de las religiones judeocristianas (cristianismo, judaísmo e islamismo), bajo la forma de diversas herejías y creencias no oficiales.

## Religiones orientales y tradiciones
El concepto de reencarnación es común en las religiones orientales, y en el caso de todas las religiones llamadas dhármicas (con origen en el hinduismo), estas afirman que la reencarnación existe en un ciclo sin fin (rueda del karma), mientras las acciones adhármicas (que van contra el Dharma), y la avidya (ignorancia) del individuo impidan una liberación o cese de este ciclo.
Las religiones tradicionales de los diversos países de Asia (como la de los ancestros en China o el shinto en Japón) incorporan la reencarnación e influyen en gran manera en la devoción popular y la cultura y el folclore de estos países.

### Hinduismo
En el hinduismo, no es el Atman (el «alma») propiamente tal la que reencarna, sino que es el cuerpo sutil que «envuelve» el atman (sukshma sharira), la que cambia de cuerpo físico (sthula sharira) al momento de la muerte. 
En la creencias de la religión brahmánica, al momento de la muerte del cuerpo físico (sthula sharira), el cuerpo sutil (sukshma sharira), abandona el cuerpo que se ha vuelto inservible, y sería arrastrada por los Yamadūta, los mensajeros sirvientes del dios Iama ―el encargado de juzgar el karma de todas las almas del universo―, para ser juzgada. Mientras que en tradiciones posteriores se señala que es el efecto neutral del Karma lo que generará la reencarnación. 
Dependiendo de las acciones buenas o malas, la sukshma sharira se reencarna en una existencia superior, intermedia o inferior del kamaloka, el reino del deseo o reino de la necesidad del Triloka (los tres reinos de la existencia, que conforman la realidad total del universo). Esto incluye desde estados de existencia celestiales a infernales, siendo la vida humana un estado intermedio. Este incesante proceso recibe el nombre de samsara (‘vagabundeo’). Este término proviene del verbo sánscrito samsrí: ‘fluir junto’, ‘deambular’. Las religiones orientales se refieren a ese deambular (entretenimiento, codicia, acumulación de bienes, «matar el tiempo»...) como una vida sin propósito ni sentido.
Cada sukshma sharira viaja por esta rueda, que abarca desde los dioses (devas) hasta los insectos. El sentido de la trayectoria de un sukshma sharira dentro de este universo lo marca el contenido o sentido de sus actos. Según el hinduismo popular moderno, el estado en el que renace el alma está determinado por sus buenas o malas acciones (el karma) realizadas en anteriores encarnaciones.
La calidad de la reencarnación viene determinada por el mérito o la falta de méritos que haya acumulado cada persona como resultado de sus actuaciones; esto se conoce como el karma de lo que el individuo haya realizado en su vida o vidas pasadas. Las almas de los que hacen el mal, por ejemplo, renacen en cuerpos «inferiores» (como animales, insectos y árboles), o en estados aún más inferiores de vivencia infernal, o en vidas desgraciadas. El peso del karma se puede modificar con la práctica del yoga (aumento de la conciencia hasta los niveles más altos contemplativos y unitivos, según el grado y la modalidad de yoga), seguir el Dharma a través de las buenas acciones  (generosidad, conservar la alegría interior, responder bien por mal...), el ascetismo (privarse de lo que abotarga los sentidos e impide el crecimiento del individuo y el ofrecimiento ritual (valor del agradecimiento y de la generosidad).
En el pensamiento religioso hinduista, la creencia en la transmigración aparece por primera vez en forma doctrinal en los textos religiosas indios llamados Upanishad, que reemplazaron a los antiquísimos textos épicos no filosóficos llamados Vedas (entre el 1500 y el 600 a. C.). Los Upanishad fueron escritos entre el 500 a. C. y el 1600 d. C.
La liberación de la reencarnación en el hinduismo (Moksha), o liberación del samsara, se consigue después de haber expiado o superado el peso de su karma, es decir, todas las consecuencias procedentes tanto de sus buenos como de sus malos actos. Este proceso es continuo hasta que el alma individual, Atman, está completamente evolucionada y se identifica o alcanza al Brahman absoluto, en donde es salvado de la necesidad de más renacimientos. Esta identificación sucede mediante prácticas yóguicas y/o ascéticas. Luego de su última muerte, al lograr el estado de Moksha, su ser sale del universo material generado por Maia (la ilusión universal), y se funde en la Luz Divina (la refulgencia que emana del Brahman), con la creencia de que el alma individual (atman), y el alma universal (Brahman) son idénticas.

### Jainismo

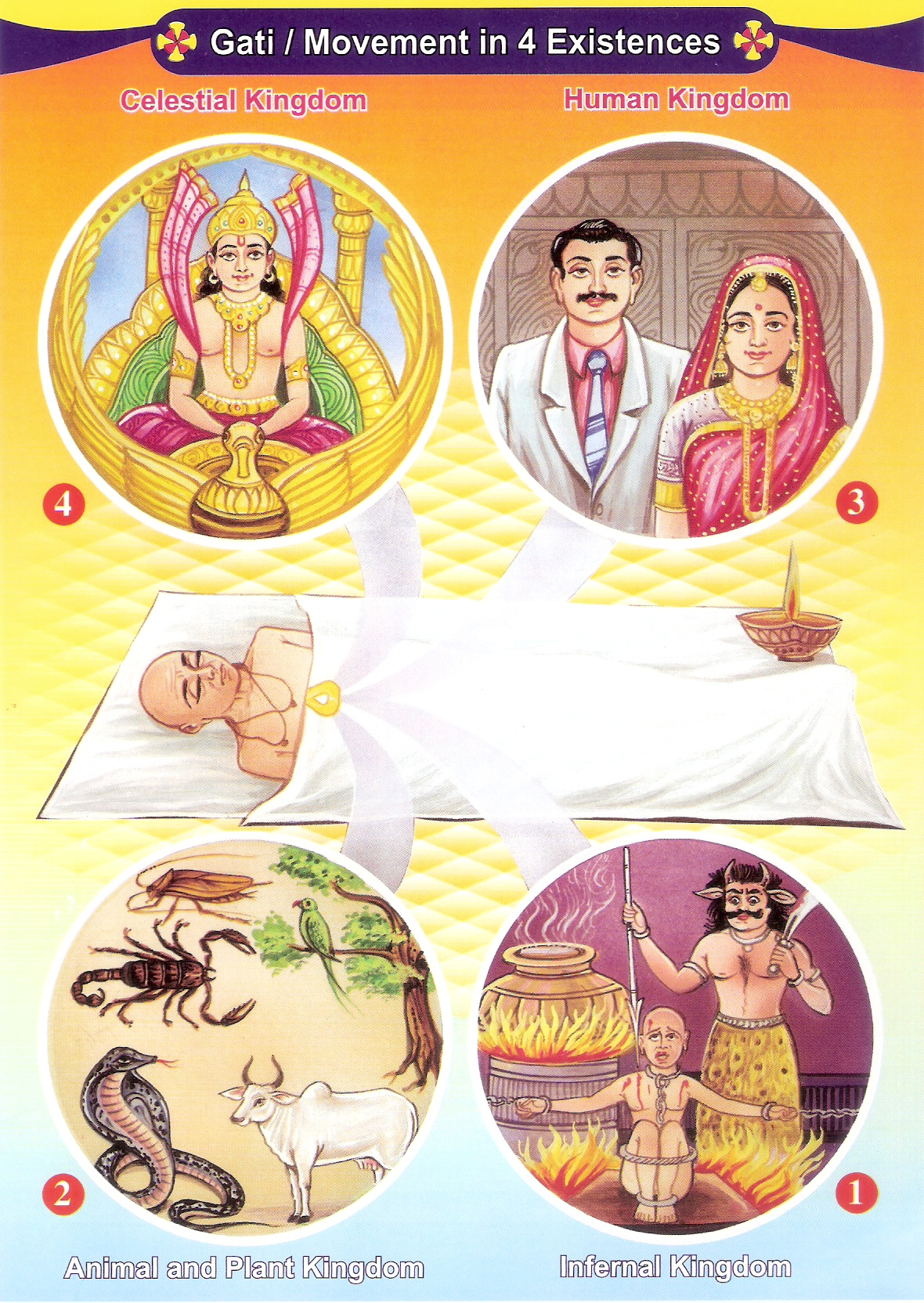
Para el jainismo, la ilustración presenta la forma en que el alma viaja a cualquiera de los cuatro estados de la existencia después de la muerte, dependiendo de sus karmas.

El jainismo es otra religión posterior al hinduismo y que surgió al mismo tiempo que el budismo. En el jainismo, las almas van recogiendo los frutos de sus buenas o malas acciones a través de sucesivas vidas. Cuando un jainista acumula suficiente buen karma, la pureza de su alma puede hacer que se reencarne en un deva o entidad semidivina, si bien esta situación no es permanente, por lo que los jainistas buscan una liberación definitiva.

### Sijismo
La reencarnación es una creencia central de esta religión monoteísta, también parte de las englobadas bajo la palabra «hinduismo». Los sijes creen que el alma tiene que transmigrar de un cuerpo a otro como parte de su evolución. Esta evolución finalmente resultará en una unión con Dios mediante la purificación del espíritu. Si uno no realiza buenas acciones, el alma continúa reencarnándose para siempre. Desde la forma humana, si alguien realiza buenas acciones propias de un gurmuja, entonces consigue la salvación con Dios. El alma se purifica mediante la recitación del naam (nombre de Dios), teniendo presente al waheguru (maestro espiritual) y siguiendo el camino del gurmat.

### Budismo
El budismo surgió del hinduismo extendiéndose por los países orientales pero incluyó una gran reforma de sus puntos de vista hasta constituir una nueva religión. Tiene una noción distinta de la reencarnación, ya que por un lado la niega y por otro la afirma. Niega que exista una entidad en el individuo que pueda reencarnarse (ni alma, ni mente, ni espíritu) llamado anatman. Pero la afirma al decir que un nuevo individuo aparece en función de las acciones de uno anterior. Esta noción de reencarnación está más cerca de la palingenesia que de la transmigración.
Los budistas creen que mediante la realización del nirvana, el estado de total liberación, se logra también el cese del renacimiento. Dentro del budismo, la tradición tibetana utiliza muy frecuentemente la reencarnación, mientras que otras, como la tradición zen, la ignora en buena medida. Así, la tradición tibetana indica que ha de pasarse por el bardo, que significa literalmente ‘estado intermedio’ o ‘estado de transición’, inmediatamente después de la muerte que duraría 49 días según el Libro tibetano de los muertos.
Las diferencias de concepción seguramente solo provienen de distinto punto de evolución al que están refiriéndose, o a como conciben de distintas formas las posibles vías de evolución, así como a la influencia de las diferentes culturas. Más allá de tales aspectos «externos» ―aunque tratan de aspectos muy profundos― habría una esencia común real y objetiva, imposible de definir con la limitada palabra humana.
El budismo, a diferencia del cristianismo y de las religiones occidentales, no ha concebido nunca una noción semejante a la de «alma inmortal» sino que está próximo a la palingénesis. En el Milinda-pañja (‘preguntas del rey Milinda’), el sabio que instruye al rey plantea que existe una continuidad entre individuos (Yo soy tú y tú eres yo), pero que nada transmigra de uno a otro. Para comprender tales aparentes diferencias, habría que comprender el tema del tiempo y de la eternidad, y como desde la eternidad un macroser se separa en miles de millones de seres que son individuos que se creen separados entre sí (un libro que desarrolla el tema es Habla Seth).
El Milinda-pañja ejemplifica la (aparente) paradoja con el símil de una antorcha que enciende a otra: «Ni la llama ni la antorcha son la misma, y sin embargo una existe a causa de la anterior».
El budismo plantea el nirvana como cese de la rueda de los nacimientos y las muertes. La escuela mahāyāna le añade además un significado más universalista, señalando que dicho ciclo se terminará cuando todos los seres vivos hayan logrado la iluminación.

### Shinto
El shinto no se identificó a sí mismo como religión hasta la llegada del budismo a Japón, por lo que se vio influido en sus creencias. Siendo una mezcla de animismo y chamanismo, ya tenía presente la noción de reencarnación en forma de espíritus o almas que se relacionaban con los vivos. El shinto no tiene por tanto una soteriología clara de salvación, sino que los japoneses acuden para esto al budismo. Con la absorción de nociones budistas, el shinto convertirá a algunos de sus elementos míticos como los llamados kami, en seres que se reencarnan con misiones diversas.

### Taoísmo
El taoísmo es una visión filosófica de la vida y la naturaleza, cuya faceta religiosa se caracteriza por métodos de vida, salud y meditación. Según el taoísmo, el tao es un principio supremo que impregna todo el universo, y por tanto su naturaleza es inmortal y eterna. La reencarnación existe ya que nada muere al estar todo lo vivo fluyendo con el tao. El taoísta no busca acabar con la reencarnación directamente, sino que sigue el camino del tao cuya culminación es volverse uno con el tao, y por tanto, conseguir la inmortalidad del Tao.

## Religiones y tradiciones de Occidente

### Filosofía griega clásica
Diógenes Laercio describe una anécdota en la cual Pitágoras reconoce a un amigo fallecido en el cuerpo de un perro que había sido golpeado. Según Diodoro Sículo:

Pitágoras creía en la transmigración de las almas, y consideraba el consumo de carne como algo abominable, diciendo que las almas de todos los seres vivos pasaban después de la muerte a otros seres vivos. Y en cuanto a sí mismo, solía manifestar que recordaba haber estado en Troya en los tiempos de Euforbo, hijo de Panthus, que fue asesinado por Menelao.
Diodoro, Biblioteca Histórica 10.6.1.

Platón es el principal exponente de la reencarnación en los griegos del que tenemos noticia. En la obra Fedro, escribe cómo el alma humana, de acuerdo con el descubrimiento de la verdad que haya alcanzado, nacerá en un tipo de cuerpo o en otro. Estas existencias suponen pruebas para que las almas se perfeccionen. En La República, en el Mito de Er, se explica cómo el mítico guerrero Er muere en el campo de batalla pero regresa al cabo de diez días, durante los cuales ve a las almas de los hombres esperando renacer.

### Los celtas
En el siglo I antes de Cristo Alejandro Polyhistor escribió:

La doctrina pitagórica prevalece entre los Galos, enseñando que las almas de los hombres son inmortales, y que tras un determinado número de años vuelven a entrar en otro cuerpo.

Julio César registró que los druidas de la Galia, Bretaña e Irlanda, tenían a la trasmigración como una de sus doctrinas principales:

Esméranse sobre todo en persuadir la inmortalidad de las almas y su trasmigración de unos cuerpos en otros, cuya creencia juzgan ser grandísimo incentivo para el valor, poniendo aparte el temor de la muerte.

### Judaísmo
De manera similar al cristianismo, la reencarnación no es admitida como doctrina oficial, si bien aparece dentro de la Cábala. En el Zohar (2.99b) se lee: «Todas las almas están sujetas a la transmigración, y los hombres que no conocen los caminos del Señor, que sean bendecidos; ellos no saben que están siendo traídos delante del tribunal, tanto cuando entran en este mundo como cuando salen de él. Son ignorantes de las muchas transmigraciones y pruebas secretas que deben de pasar».

### Cristianismo
El cristianismo establecido en sus principales ramas (catolicismo, el protestantismo y la ortodoxia), rechaza la reencarnación de manera mayoritaria por considerarla una doctrina contraria a la Biblia, difícilmente armonizable con la creencia en la resurrección, y ajena a la concepción salvífica que mantiene esta religión. En la epístola a los Hebreos (9:27) se establece claramente la concepción neotestamentaria: «está establecido para los hombres que mueran una sola vez, y después de esto el juicio».
No obstante algunas denominaciones cercanas al cristianismo han aceptado la creencia en la reencarnación; entre ellas algunas de las comunidades gnósticas, en la Antigüedad, los cátaros en la Edad Media y ciertas corrientes, no todas, del espiritismo en el siglo XIX.

#### Cristianismo antiguo y Gnosticismo
Dentro del cristianismo antiguo, gran parte del gnosticismo, pero no en su totalidad, aceptó la doctrina de la reencarnación, ya que se trataba de una creencia muy extendida en el contexto cultural de la época. 
Algunos Padres de la Iglesia discutieron la posibilidad de la reencarnación en sus escritos, rechazándola abiertamente. Entre ellos  Ireneo de Lyon, en su polémica contra los gnósticos, Tertuliano, quien posiblemente fue el escritor que se dedicó con mayor profundidad el tema, al cual consagra ocho capítulos de su tratado Sobre el alma y Orígenes quien escribe explícitamente en contra de esta creencia, aunque algunas de sus expresiones parecieran considerarla como aceptable.

#### Catarismo
Los cátaros (movimiento religioso cristiano de carácter gnóstico que se propagó por la Europa Occidental a mediados del siglo XI y logró arraigar hacia el siglo XII), también creían en la reencarnación. Dentro de su doctrina se indica que las almas se reencarnarían hasta que fuesen capaces de un autoconocimiento que las llevaría a la visión de la divinidad y así poder escapar del mundo material y elevarse al paraíso inmaterial. La forma de escapar del ciclo era vivir una vida ascética, sin ser corrompido por el mundo. Aquellos que seguían estas normas eran conocidos como Perfectos.

### Hermetismo
En las tradiciones herméticas, se menciona la reencarnación se menciona en los textos herméticos:

Oh hijo, ¿cuántos cuerpos tenemos que atravesar, cuántas bandas de demonios, cuántas series de repeticiones y ciclos de las estrellas, antes de apresurarnos hacia el Uno solo?
Hermes Trismegisto (atribuido)

En este cuerpo de creencias se considera que el alma es el recipiente donde son vertidas las faltas de los hombres, y una vez el cuerpo se disuelve, podrán elevarse o ser castigadas por su impiedad y apego a las pasiones corporales. Las almas atravesarán los elementos en un proceso de purificación progresiva, reencarnándose hasta alcanzar el coro de los dioses, pero quienes no lo hagan y vivan en la impiedad, verán denegado su retorno al cielo y comenzarán una migración ignominiosa e indigna de un espíritu santo, encarnados en cuerpos ajenos.

## Investigación sobre la reencarnación
El escritor Ian Stevenson afirmó haber investigado numerosos niños que afirmaban recordar una vida pasada. Llevó a cabo más de 2500 estudios de caso, en un período de 40 años, y publicó doce libros, incluyendo Twenty Cases Suggestive of Reincarnation (traducido al español como Veinte casos que hacen pensar en la reencarnación) y Where Reincarnation and Biology Intersect. Stevenson documentaba metódicamente las declaraciones de cada niño, y posteriormente encontraba la identidad de la persona fallecida con la que el niño se había identificado, y verificaba los hechos de la vida de la persona fallecida que coincidían con los recuerdos del niño. También encontró coincidencias de marcas y defectos de nacimiento con ciertas heridas y cicatrices del fallecido, certificadas por historias clínicas, así como por fotografías de autopsias, en su libro Reincarnation and Biology. 
Stevenson buscó evidencias refutatorias y explicaciones alternativas a los informes, y pensaba que sus estrictos métodos descartaban todas las posibles explicaciones «normales» para los recuerdos de los niños.
Sin embargo, una gran mayoría de casos de reencarnación notificados por Stevenson se originaron en sociedades orientales, donde las religiones dominantes a menudo permiten el concepto de reencarnación. A raíz de este tipo de crítica, Stevenson publicó un libro sobre casos europeos  (European Cases of the Reincarnation Type). Otras personas que han llevado a cabo investigaciones sobre la reencarnación incluyen a Jim B. Tucker, Brian Weiss, y Raymond Moody.
Algunos escépticos, como Paul Edwards, han analizado muchos de estos relatos, llamándolos «anecdóticos».
Los escépticos sugieren que las afirmaciones de evidencia de la reencarnación se originan en el pensamiento selectivo y en los falsos recuerdos, que a menudo resultan de un sistema de creencias propio y de miedos básicos, y por lo tanto no se pueden tener en cuenta como evidencia empírica. Carl Sagan se refiere a los casos, aparentemente de las investigaciones de Stevenson, en su libro El mundo y sus demonios (The Demon-Haunted World), como un ejemplo de datos empíricos cuidadosamente recolectados, aunque rechazó, como errónea, la reencarnación como una explicación de los relatos.
Una objeción a las afirmaciones sobre la reencarnación incluye el hecho de que la gran mayoría de la gente no recuerda vidas anteriores (aunque la falta de recuerdos no es una negación del fenómeno como tal), y que no hay ningún mecanismo conocido por la ciencia moderna que permita demostrar que la personalidad puede sobrevivir a la muerte y viajar a otro cuerpo. Investigadores como Stevenson han reconocido esas limitaciones. Otra de las objeciones a la reencarnación (que ya fue propuesta por Tertuliano), es que sería inconsistente con el crecimiento de la población. Algunos autores consideran ya haber refutado, teóricamente, dicha objeción.

## Perspectivas contemporáneas

### Nuevo Pensamiento y Nueva Era
Algunos grupos dentro del Nuevo Pensamiento y de la denominada Nueva Era también aceptan la reencarnación.

### Cultura popular occidental
Durante el siglo XX, el mundo occidental ha sido más que permeable en lo tocante a la asimilación de conceptos religiosos-filosóficos provenientes de las antiguas colonias británicas y francesas de Asia, tal vez solo con fines de ensanchar el gusto popular por lo exótico y remoto, y legitimar indirectamente el expansionismo con el favor de la publicidad. No obstante, la situación vivencial de muchos europeos y estadounidenses, víctimas de angustiosas incertidumbres provocadas por el caos económico y las tensiones políticas que afectaban directamente las concepciones personales de la vida, propició nuevas maneras de afrontar los interrogantes sobre el sufrimiento y la existencia. Fue auspicioso para la aristocracia estadounidense y europea evitar las tensiones internas entre los espiritualistas en boga (que siempre han contado con sugestiva influencia, en especial entre los jóvenes) y la búsqueda política de consenso. La reencarnación desvió las injusticias sociales hacia la explicación meta científica del karma, a tal punto que en el Reino Unido y en los Estados Unidos numerosas sectas orientalistas hacían énfasis en la neutralidad política y en la resignación ante los hechos nefastos de la vida social y personal, a favor de una búsqueda de la «verdad» en uno mismo con el fin de trascender a mejor existencia en una supuesta vida futura.
La noción de renacimiento también se encuentra entre los aborígenes de las praderas, en Estados Unidos:[cita requerida] consideran que en la vida el hombre recorre el Camino Rojo o el Camino Negro y que al morir realiza un viaje cuya culminación en caso de haber seguido el primer sendero, consiste en cesar de nacer y morir y poder replegarse en el centro de todas las cosas. En cambio, una vida llena de afectos egoístas y equivocada, se hace merecedora de nuevos nacimientos para purgar su conducta.[cita requerida]

## Críticas

### Exponentes Tradicionales
Entre los pensadores tradicionales que han criticado la reencarnación se encuentra René Guenón quien se extiende sobre el concepto en su libro El error espiritista. Afirma que dicha doctrina es occidental y nada tiene que ver con las doctrinas orientales como la metempsicosis o la transmigración de las almas:

La reencarnación es una idea perteneciente al espiritismo kardecista que ha sido adoptada por otras escuelas neoespiritualistas. El comienzo no estuvo exento de polémicas. Así, los espiritistas estadounidenses e ingleses fueron unánimes en su oposición (ver Daniel Dunglas Home, Les lumières et les ombres du spiritualisme, pág. 118-141). En Francia mismo, algunos de los primeros espiritistas, como Piérart y Anatole Barthe, se separaron de Allan Kardec sobre este punto; pero, hoy en día, se puede decir que el espiritismo francés por entero ha hecho de la reencarnación un verdadero «dogma». Es del espiritismo francés de donde esta idea fue tomada por el teosofismo primero y luego por el ocultismo papusiano y diversas otras escuelas.

La idea en sí es una invención moderna enteramente occidental. Sería más justo hablar de «concepción social»: para los socialistas franceses de la primera mitad del siglo XIX, que se la inculcaron a Allan Kardec, esta idea estaba destinada a proporcionar una explicación de la desigualdad de las condiciones sociales. Los espiritistas han conservado este mismo motivo e incluso han querido extender la explicación a todas las desigualdades, tanto intelectuales como físicas (Allan Kardec, Le Livre des Espirits, p. 102-103; M. Léon Denis, Aprés la mort, p. 164-166; Papus, Traité méthodique de Science oculte, p. 167 y La Réincarnation, p. 113 y 118).
René Guenón

El orientalista hindú Ananda Coomaraswamy, en su libro El Vedanta y la tradición occidental, afirma:

Yo no digo que una creencia en la reencarnación no haya sido mantenida nunca en la India. Digo que una creencia tal solo puede haber resultado de una mala interpretación popular del lenguaje simbólico de los textos; y que la creencia de los eruditos y de los teosofistas modernos es el resultado de una interpretación de los textos igualmente simplista y desinformada.

El ser compuesto se deshace en el cosmos; no hay nada que pueda sobrevivir como una consciencia de ser Fulano. Los elementos de la entidad psicofísica se desintegran y pasan a otros como un legado. Esto es, en verdad, un proceso que ha estado teniendo lugar a todo lo largo de la vida de nuestro Fulano, y es un proceso que puede seguirse muy claramente en la propagación, repetidamente descrita en la tradición india como el «renacimiento del padre en y como el hijo». Fulano vive en sus descendientes directos e indirectos. Esta es la supuesta doctrina india de la «reencarnación»; es la misma que la doctrina griega de la metasomatosis y la metempsicosis; es la doctrina cristiana de nuestra preexistencia en Adán «según la substancia corporal y la virtud seminal»; y es la doctrina moderna de la «repetición de los caracteres ancestrales». Solamente el hecho de una transmisión tal de caracteres psicofísicos puede hacer inteligible lo que se llama en religión nuestra herencia del pecado original, en metafísica nuestra herencia de la ignorancia, y por el filósofo nuestra capacidad congénita para conocer en términos de sujeto y objeto.

El mismo Coomaraswamy en Gradación, evolución y reencarnación:

La reencarnación —como se comprende corrientemente con el significando de retorno de las almas individuales a otros cuerpos aquí en la tierra— no es una doctrina ortodoxa india, sino solo una creencia popular. Así, por ejemplo, como observa el Dr. B. C. Law, «No hay que decir que el pensador budista repudia la noción de que un ego pase de una incorporación a otra».

Rama Coomaraswamy, hijo de Ananda, en La Desacralización del Hinduismo por la Consumición Occidental:
La reencarnación es también una característica de los de la New Age siendo definida como el renacimiento del ego o yo inferior en otro cuerpo, sea humano o sub-humano, como por ejemplo, una cucaracha, en este planeta. La idea es de que si uno no perfecciona su propio ego o yo inferior en esta vida, uno puede tener otra oportunidad. Además, esta segunda, o 700ª oportunidad, es parte del proceso evolutivo por el que se dice que cada individuo se dirige en su camino no hacia la realización de Dios o de la realidad, sino hacia la fusión con el “Uno” o con la “Supermente” en alguna clase de punto Omega teilhardiano. Lo que se olvida es que la reencarnación como tal no es una doctrina Hindú, sino teosofista, y que si la reencarnación fuera de hecho algo que pudiera ocurrir, desde el punto de vista Hindú ella sería vista como un fracaso. Desde el punto de vista Hindú el propósito de la vida no es renacer y el que te den otra oportunidad para dar rienda suelta a las propias pasiones, sino antes bien una liberación de todo el proceso de renacer.